# 初恋が泣いている
「初恋が泣いている」（はつこいがないている）は、2022年6月8日に発売されたあいみょんの13thシングル。表題曲はカンテレ制作・フジテレビ系列の月10ドラマ『恋なんて、本気でやってどうするの?』の主題歌に使用されている。同楽曲はCDリリースに先駆けて5月11日に先行配信された。

## 概要
前作「ハート」以来6カ月ぶりとなるCDシングルをリリース。
表題曲は月10ドラマ『恋なんて、本気でやってどうするの?』の主題歌。
2022年4月18日のドラマ初回放送後に「初恋が泣いている」のショートムービーがYouTubeにて公開された。同曲のミュージックビデオは、シングルの発売日である6月8日の午後8時にYouTubeにてプレミア公開された。ディレクションとジャケットアートワークはとんだ林蘭が担当した。
開催した全国ツアー「AIMYON TOUR 2022 “ま・あ・る”」の各会場で本作を予約すると特典としてポスターをプレゼントするキャンペーンが行われた。

## チャート成績
5月11日に先行配信された表題曲「初恋が泣いている」は、2022年5月18日公開（集計期間：2022年5月9日～5月15日）のビルボード・ジャパンダウンロードウィークリーチャートにて初週9,772DLを売り上げ、初登場3位、総合チャート「Japan Hot 100」では初登場19位を獲得した。
6月8日に発売されたCDシングルは、2022年6月15日公開（集計期間：2022年6月6日～2022年6月12日）のビルボード・ジャパンシングルウィークリーチャートにて初登場9位、総合チャート「Japan Hot 100」では初登場16位を獲得した。

## 収録曲
| 全作詞・作曲: あいみょん。 |                                    |            |            |            |      |
| #                          | タイトル                           | 作詞       | 作曲・編曲 | 編曲       | 時間 |
| 1.                         | 「初恋が泣いている」               | あいみょん | あいみょん | トオミヨウ | 3:59 |
| 2.                         | 「皐月」                           | あいみょん | あいみょん | ミツメ     | 4:30 |
| 3.                         | 「初恋が泣いている」(Instrumental) | あいみょん | あいみょん |            | 3:59 |
| 4.                         | 「皐月」(Instrumental)             | あいみょん | あいみょん |            | 4:29 |
| 合計時間:                  | 合計時間:                          | 合計時間:  | 16:57      |            |      |

## テレビ披露
| 日付          | 放送局       | 番組名                       | 演奏曲           | 出典   |
| ------------- | ------------ | ---------------------------- | ---------------- | ------ |
| 2022年5月27日 | テレビ朝日系 | 「ミュージックステーション」 | 初恋が泣いている | [ 17 ] |